# Enchanted Caress
Enchanted Caress is het derde studioalbum van de Britse muziekgroep Illusion. Het succes was de band was al tanende door enerzijds de punkmuziek en anderzijds de discomuziek.Toch ging de band de studio in voor een derde album, maar Island Records liet de band vallen. Het album zou nooit voltooid worden. Pas in 1989 en 1990 als punk en disco bijna geheel verdwenen zijn, komt het album uit met nummers in demostadium. Daarin klinkt de muziek veel minder zwaar symfonisch beladen, tevens zijn de tracks aanmerkelijk korter van tijdsduur. Track 6 is opgenomen als tussendoortje, Cronk en Fernandez zaten toen beide in Strawbs. Track 10 is de laatste track die Keith Relf opnam, voordat hij overleed en Illusion eigenlijk haar eerste samenstelling als band zag mislukken. Het album kwam na 1990 in diverse versies op de markt al dan niet met bonustracks; de eerste versie in 1989 verscheen op Brisk Productions. De 1990-editie werd als een van de weinige albums uitgegeven op het platenlabel Promised Land, dat bestond in de jaren 1990-1992. Het zou maar een tiental albums uitgeven voordat het weer verdween.

## Musici
- Jim McCarty - zang, gitaar;
- Jane Relf - zang;
- John Hawken - toetsinstrumenten;
- Louis Cennamo - basgitaar;
- John Knightsbridge - gitaar;
- Eddie McNeil - slagwerk.

behalve track 6:
- John Knightsbridge met McCarty en Chas Cronk, basgitaar; Tony Fernandez, slagwerk

en track 10:
- Keith Relf – zang, gitaar, McCarthy, Hawken enCennamo

## Compositie
Allen van de hand van Jim McCarthy, behalve waar aangegeven:
1. Nights in Paris — 3:13
2. Walking Space — 3:59
3. The Man Who Loved the Trees — 3:28
4. Getting into Love Again — 3:33
5. As Long As We're Together — 3:42
6. Slaughter on Tenth Avenue — 3:28 (Richard Rodgers)
7. Living Above Your Head — 2:54
8. Crossed Lines — 3:18
9. You Are the One — 4:01
10. All the Falling Angels — 5:26 (Keith Relf)

Het album Through the Fire werd opgenomen en uitgegeven onder de naam Renaissance Illusion.